# Michel Portal
Michel Portal (Bayonne, 27 november 1937) is een Franse muzikant (klarinet, saxofoon, basklarinet, bandoneon) en componist. Als een 'allround muzikant die op veel stilistische bruiloften danst' (Ekkehard Jost), ontpopt hij zich zowel in de jazz als als klassieke solist en met ensembles van nieuwe muziek. Als basklarinettist zorgde hij voor belangrijke stilistische en technische impulsen.

## Biografie
Portal, die opgroeide met Baskische folklore (zijn grootvader leidde een fanfare), leerde klarinet vanaf 6-jarige leeftijd. Tijdens zijn schooltijd was hij enthousiast over jazz, maar voltooide hij een klassieke opleiding tot klarinettist. Hij voltooide zijn instrumentale studie aan het conservatorium van Parijs met een eerste prijs in 1958. Aan het begin van zijn muzikale carrière legde Portal zich toe op klassieke muziek en hedendaagse Europese concertmuziek. Vanaf 1967 maakte hij deel uit van het ensemble Musique Vivante (inclusief grensverleggende interpretaties door Luciano Berio, Pierre Boulez en Karlheinz Stockhausen).Bovendien wijdde hij zich o.a. als metgezel van Édith Piaf ook op populaire muziek. Getriggerd door een concert van Dizzy Gillespie, verdiepte hij zijn voorkeur voor jazz vanaf het midden van de jaren 1960. Hij speelde basklarinet en altsaxofoon met o.a. Jef Gilson, François Tusques, Jean-Luc Ponty en André Hodeir. De bandoneon werd later toegevoegd (voor het eerst gehoord in Mauricio Kagels Exotica). Sinds het begin van de jaren 1970 was hij een van de prominente vertegenwoordigers van de Franse freejazz. Met componist en trombonist Vinko Globokar, Jean-Pierre Drouet en Carlos Roqué Alsina was hij medeoprichter van het improvisatiekwartet New Phonic Art.
Portal breidde zijn muzikale kennis uit door internationale muzikale contacten. Hij zette zijn samenwerking voort met Joachim Kühn, die in de jaren 1960 begon en speelde ook met musici als Anthony Braxton, Jack DeJohnette, Daniel Humair, Barre Phillips, John Surman, Bernard Lubat, Dave Liebman, Louis Sclavis, Nguyên Lê, Susanne Abbuehl en Vernon Reid. Hij werkte in duo's met accordeonist Richard Galliano en pianist Martial Solal en sinds 2009 met Yaron Herman. Sinds 1975 schreef Michel Portal ook tal van filmmuziek en is nog steeds actief als vertolker van nieuwe muziek en klassieke klarinetconcerten.

## Prijzen en onderscheidingen
- 1959: Conservatoire Supérieur de Paris
- 1963: Concours International de Genève et du Jubilé Suisse
- 1968: Prix Django Reinhardt
- 1983: Grand Prix International de la Musique

## Discografie
- 1966: André Hodeir: Anna Livia Plurabelle
- 1969: Our Meanings and Our Feelings; Karlheinz Stockhausen: Aus den sieben Tagen
- 1970: Alan Silva en het Celestrial Communication Orchestra: Seasons; Mauricio Kagel: Exotica
- 1971: Splendid Yzlment; New Phonic Art
- 1972: Michel Portal Unit: A Chateauvallon – No, No But It May Be (met Bernard Vitet, Beb Guérin, Léon Francioli, Pierre Favre, Tamia)
- 1974/1981: L'ombre rouge (met Louis Sclavis, Christian Escoudé, Joseph Dejean, Claude Barthélémy, Daniel Humair e.a.)
- 1976: Chateauvallon '76 (met Léon Francioli, Beb Guérin, Bernard Lubat)
- 1979: Dejarmé Solo (solo)
- 1987: Turbulence (met Harry Pepl, Andy Emler, André Cecarelli e.a.); Men's Land
- 1988: Portal/Kühn/Humair/Solal/Jenny-Clark/Ducret: 9-11 P.M. Town Hall (allen op drie nummers)
- 1991/1992: Any way
- 1994/1995: Musiques de Cinemas (met Juan José Mosalini, Doudou N’Diaye Rose, Ralph Towner e.a.)
- 1995: Michel Portal – Richard Galliano: Live
- 1997: Dockings (met Markus Stockhausen, Bojan Zulfikarpašić, Bruno Chevillon, Steve Swallow, Joey Baron)
- 2000: Michel Portal/Steven Kent/Mino Cinelu: Burundi
- 2001/2002: Minneapolis We Insist!
- 2004: Michel Portal – Richard Galliano: Concerts
- 2006: Birdwatcher (met Airto, Tony Hymas, Tony Malaby, François Moutin e.a.)
- 2016: Radar - Live at theater Gütersloh - Intuition  (European jazz legends 07)
- 2017: Michel Portal & Quatuor Ebene:  Eternal Stories (Erato Records), met Richard Héry, Xavier Tribolet, Streichquartett Quatuor Ébène
- 2021: MP84 (met Bojan Zulfikarpašić, Bruno Chevillon, Lander Gyselinck en Nils Wogram) - Label Bleu

## Filmografie
- 1970: Hoa-Binh
- 1979: Écoute voir…
- 1979: Les chiens
- 1979: L'adoption
- 1980: Un page d'Amour
- 1981: L'ombre rouge
- 1982: Le retour de Martin Guerre
- 1984: L'ennemi public n° 2
- 1986: Max mon amour
- 1987: Yeelen
- 1987: Le moine et la sorcière
- 1988: Milan noir
- 1988: Une histoire de vent
- 1988: Prisonnières
- 1988: Natalia
- 1988: En toute innocence
- 1989: Le train de Vienne
- 1989: Les enfants de desordre
- 1989: Die toten Fische
- 1989: Le diable en ville
- 1990: Angels
- 1990: Aventure de Catherine C.
- 1990: Dr. Petiot
- 1992: La peur
- 1992: Le retour de Casanova
- 1992: Poulets à l'amende
- 1993: Pour demain
- 1994: La machine
- 1994: Eugénie Grandet
- 1996: Le bel été 1914
- 1997: Buud Yam
- 1998: De gré ou de force
- 1998: Un fait divers
- 1999: C'est quoi la vie?
- 2000: La dette
- 2000: Aïe
- 2000: Passionnément
- 2002: L'enfant des lumières
- 2002: À cause d'un garçon
- 2003: Un fils de notre temps
- 2005: Jusqu'au bout
- 2006: Les aventuriers des mers du Sud
- 2010: Cigarettes et bas nylon